# Río Arda (Portugal)
El río Arda es un río de Portugal, afluente por la margen izquierda del Duero, en la cuenca hidrográfica del mismo río. Nace en la Unión de las freguesias de Arouca y Burgo, municipio de Arouca, Área Metropolitana de Oporto. En su recorrido por el municipio de Arouca, por el valle del río Arda, pasa por Santa Eulália, Urrô, Várzea, Rossas y Tropeço y desagua en el río Duero a la altura de Pedorido, entre los lugares de Nogueira do Rio y Além da Ponte.
El río Arda resulta de la confluencia de tres líneas de agua: del arroyo de Gondim, que nace en Gamarão de Cima y Gondim (cerca de 3 km al NO de la villa de Arouca, a 691 m de altitud) y que se junta con el río Marialva, que nace en la sierra de la Señora da Mó (711 m de altitud al NE de la villa de Arouca, atravesándola en su recorrido), en el cual se juntan las aguas de la Ribeira de Silvares.

## Afluentes
En la margen izquierda:
- Ribeira de Silbar
- Río Marialva
- Ribeira de Arneira
- Rio Urtigosa
- Ribeira da Bogalheta
- Ribeira de Miraves
- Ribeira de Enxurdes
- Ribeira dos Bogalhos
- Ribeira do Borralheiro
- Ribeira de Mansores
- Ribeira de Vales ou Rio Mau
- Ribeira de Mosteirô
- Ribeiro das Couves
- Ribeira de Lázaro
- Ribeira da Murteira

En la margen derecha:
- Ribeiro de Gondim
- Ribeira de Monte Moção
- Ribeira de Tropeço
- Ribeira de Seixido
- Ribeira de Folgosinho
- Ribeira de S. Mamede
- Ribeira de Almansor
- Ribeira do Pejão